# Yorishiro
Yorishiro (jap. 依り代) – w shintō medium lub symbol duszy zmarłej osoby, obiekt mający zdolność przyciągania bóstw kami i stanowiący dlań tymczasową siedzibę podczas obrzędów religijnych. Gdy bóg aktualnie przebywa w danym obiekcie, określany jest on jako go-shintai („ciało boga”). 

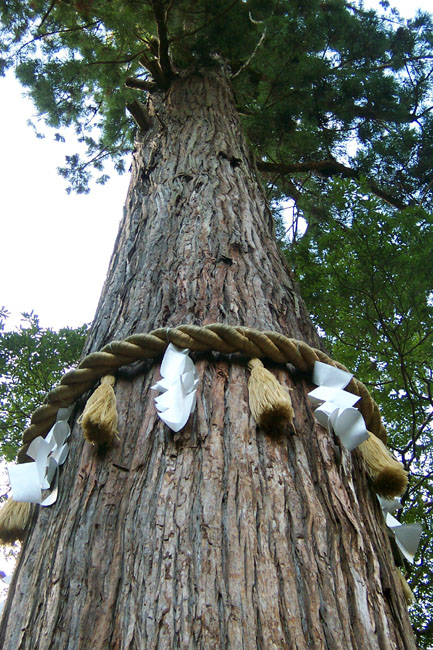
Typowa forma yorishiro: olbrzymie drzewo sugi

Istnieje wiele rodzajów yorishiro: kamienie, skały, drzewa, niekiedy nawet zwierzęta.
W przypadku kultu świątynnego, klasycznym yorishiro jest święte lustro lub inne przedmioty wykonane przez człowieka, zwane kamizane. Aby kami mógł się zamanifestować poprzez kamizane, zarówno samo kamizane, jak i chram oraz uczestnicy obrzędu muszą zostać rytualnie oczyszczeni.